# Norfolk Admirals
I Norfolk Admirals sono stati una squadra di hockey su ghiaccio della American Hockey League con sede a Norfolk, nello stato della Virginia. Nati nel 2000 e sciolti nel 2015 nel corso degli anni sono stati affiliati a diverse franchigie della National Hockey League e hanno disputato i loro incontri casalinghi presso il Norfolk Scope.

## Storia
Gli Admirals furono ammessi nella American Hockey League come una expansion franchise in occasione della stagione 2000-2001. La squadra trasse il proprio nome dall'antica tradizione navale dell'area.
Norfolk è una delle due franchigie della AHL a portare il nome Admirals, l'altra sono i Milwaukee Admirals. La franchigia di Milwaukee nacque nel 1970 nella International Hockey League, lega assortita nel 2001 dalla AHL, e le fu permesso di mantenere la vecchia denominazione. I rivali più vicini di Norfolk sono gli Hershey Bears, i Charlotte Checkers e i Wilkes-Barre/Scranton Penguins.
Il 19 marzo 2007 i Chicago Blackhawks annunciarono che il loro rapporto di collaborazione con gli Admirals si sarebbe interrotto al termine della stagione 2006-2007. Dieci giorni più tardi i Tampa Bay Lightning annunciarono ufficialmente di aver raggiunto un accordo con gli Admirals come loro nuova squadra affiliata. Cinque anni più tardi la dirigenza di Tampa Bay annunciò la propria separazione dai vincitori della Calder Cup 2012 in favore dei Syracuse Crunch. Dalla stagione 2012-13 i Norfolk Admirals sono divenuti il farm team degli Anaheim Ducks con un accordo quinquennale.
Nella finale di Stanley Cup 2010 tra Chicago Blackhawks e Philadelphia Flyers, ben 16 giocatori in campo avevano giocato per gli Admirals. La squadra ha conquistato una Calder Cup nella stagione 2011-2012, e quello stesso anno il 15 aprile 2012 stabilirono il record di vittorie consecutive nell'hockey professionistico nordamericano, vincendo 28 partite di fila.
Il 6 gennaio 2015 fu annunciato il trasferimento dei Norfolk Admirals verso la West Coast per poter essere più vicini alla franchigia NHL degli Anaheim Ducks. Poche settimane più tarde i Ducks confermarono il trasloco degli Admirals a San Diego dove avrebbero assunto lo storico nome San Diego Gulls.  Dalla stagione 2015-16 invece i Bakersfield Condors si trasferirono a Norfolk per rifondare un'altra squadra denominata Norfolk Admirals.

### Affiliazioni
Nel corso della loro storia i Norfolk Admirals sono stati affiliati alle seguenti franchigie della National Hockey League:
- Chicago Blackhawks: (2000-2007)
- Tampa Bay Lightning: (2007-2012)
- Anaheim Ducks: (2012-2015)

## Record stagione per stagione
| Stagione         | Division | Gare | V  | S  | P  | OTL | SOL | Punti | GF  | GS  | Piazzamento | Play-off |
| ---------------- | -------- | ---- | -- | -- | -- | --- | --- | ----- | --- | --- | ----------- | --- |
| Norfolk Admirals |          |      |    |    |    |     |     |       |     |     |             | |
| 2000-01          | South    | 80   | 36 | 23 | 13 | 5   | -   | 90    | 241 | 208 | 3°          | vince 1º turno (Cincinnati) 3-1 perde 2º turno (Hershey) 1-4                                                                      |
| 2001-02          | South    | 80   | 38 | 26 | 12 | 4   | -   | 92    | 222 | 205 | 1°          | perde 1º turno (Hershey) 1-3 |
| 2002-03          | South    | 80   | 37 | 26 | 12 | 5   | -   | 91    | 201 | 187 | 1°          | vince 1º turno (San Antonio) 3-0 perde 2º turno (Houston) 2-4                                                                     |
| 2003-04          | East     | 80   | 35 | 36 | 4  | 5   | -   | 79    | 172 | 187 | 5°          | vince preliminari (Binghamton) 2-0 perde 1º turno (Philadelphia) 2-4                                                              |
| 2004-05          | East     | 80   | 43 | 30 | -  | 6   | 1   | 93    | 200 | 188 | 3°          | perde 1º turno (Philadelphia) 2-4                                                                                                 |
| 2005-06          | East     | 80   | 43 | 29 | -  | 4   | 4   | 94    | 259 | 246 | 3°          | perde 1º turno (Hershey) 0-4 |
| 2006-07          | East     | 80   | 50 | 22 | -  | 6   | 2   | 108   | 301 | 257 | 3°          | perde 1º turno (Wilkes-Barre) 2-4                                                                                                 |
| 2007-08          | East     | 80   | 29 | 44 | -  | 2   | 5   | 65    | 213 | 267 | 7°          | |
| 2008-09          | East     | 80   | 33 | 38 | -  | 4   | 5   | 75    | 236 | 269 | 6°          | |
| 2009-10          | East     | 80   | 39 | 35 | -  | 3   | 3   | 84    | 208 | 214 | 4°          | |
| 2010-11          | East     | 80   | 39 | 26 | -  | 9   | 6   | 93    | 265 | 230 | 4°          | perde 1º turno (Wilkes-Barre) 2-4                                                                                                 |
| 2011-12          | East     | 76   | 55 | 18 | -  | 1   | 2   | 113   | 273 | 180 | 1°          | vince 1º turno (Manchester) 3-1 vince 2º turno (Connecticut) 4-2 vince semifinali (St. John's) 4-0 vince Calder Cup (Toronto) 4-0 |
| 2012-13          | East     | 76   | 37 | 34 | -  | 3   | 1   | 79    | 188 | 207 | 5°          | |
| 2013-14          | East     | 76   | 40 | 26 | -  | 3   | 7   | 90    | 201 | 192 | 3°          | vince 1º turno (Manchester) 3-1 perde 2º turno (St. John's) 4-2                                                                   |
| 2014-15          | East     | 76   | 27 | 39 | -  | 6   | 4   | 64    | 168 | 219 | 5°          | |

## Record della franchigia

### Singola stagione
Gol: 41  Troy Brouwer (2006-07)
Assist: 72  Martin St. Pierre (2006-07)
Punti: 99  Martin St. Pierre (2006-07)
Minuti di penalità: 299  Zack Stortini (2013-2014)
Vittorie: 38  Corey Crawford (2006-07)
Media gol subiti: 1.94  Craig Anderson (2002-03)
Parate %: .923  Craig Anderson (2002-03)

### Carriera
Gol: 81  Brandon Bochenski
Assist: 141  Marty Wilford
Punti: 175  Ajay Baines
Minuti di penalità: 1208  Shawn Thornton
Vittorie: 80  Dustin Tokarski
Shutout: 18  Michael Leighton
Partite giocate: 409  Ajay Baines

## Palmarès

### Premi di squadra
- Calder Cup: 1

2011-2012
- Macgregor Kilpatrick Trophy: 1

2011-2012
- Frank Mathers Trophy: 3

2001-2002, 2002-2003, 2011-2012
- Richard F. Canning Trophy: 1

2011-2012

### Premi individuali
- Dudley "Red" Garrett Memorial Award: 3

Tyler Arnason: 2001-2002
René Bourque: 2004-2005
Cory Conacher: 2011-2012
- Eddie Shore Award: 1

Mark Barberio: 2011-2012
- Fred T. Hunt Memorial Award: 1

Mark Cullen: 2005-2006
- Jack A. Butterfield Trophy: 1

Alexandre Picard: 2011-2012
- Les Cunningham Award: 1

Cory Conacher: 2011-2012
- Louis A. R. Pieri Memorial Award: 2

Mike Haviland: 2006-2007
Jon Cooper: 2011-2012
- Willie Marshall Award: 1

Cory Conacher: 2011-2012